# Ceriagrion nigrolineatum
Ceriagrion nigrolineatum là một loài chuồn chuồn kim trong họ Coenagrionidae.
Loài này được xếp vào nhóm loài thiếu dữ liệu trong sách Đỏ của IUCN năm 2008.
Ceriagrion nigrolineatum được miêu tả khoa học năm 1951 bởi Schmidt.